# Hot Sulphur Springs
Hot Sulphur Springs település az Amerikai Egyesült Államok Colorado államában, Grand megyében, melynek megyeszékhelye is. Lakosainak száma 687 fő (2020. április 1.).

## Népesség
A település népességének változása:

| 2010 | 663 |
| 2020 | 687 |